# Joseph Giordan
Pour les articles homonymes, voir Giordan.
Joseph Giordan est un homme politique français né le 7 octobre 1864 à Nice (Alpes-Maritimes) et décédé le 29 mars 1941. Il est député de la Corse puis sénateur.

## Biographie
Il dirigea la Mutuelle de France et des Colonies. Il est élu député de la Corse en 1911. Invalidé, il est réélu en 1912 et en 1914. Battu en 1919, il est élu sénateur de la Corse en 1924, à la suite de l'invalidation de François Coty. Battu en 1930, il retrouve un siège de sénateur à la suite de l'élection de Paul Doumer à la présidence de la République, en 1931. Il ne se représente pas en 1939.
Il a fait construire entre 1900 et 1904 le château de Gairaut, situé dans le quartier du même nom, sur les hauteurs de Nice.